# Enrique Navarro Abuja
Enrique Navarro Abuja a ser un militar espanyol que va participar en la Guerra Civil Espanyola.

## Biografia
Va pertànyer a l'arma d'infanteria. Va fer estudis en la Escola Superior de Guerra de Madrid, on es va diplomar en Estat Major.
Ja en 1924 va ser habilitat per a poder servir en el Regiment de Carros de Combat.
Al començament de la contesa ostentava el rang de Tinent coronel. Al començament de 1937 va passar a manar la 2a Divisió, que estava destinada en el Front de la Serra de Guadarrama. Uns mesos després va passar a manar la Brigada de carros de combat i a l'octubre de 1937 es va convertir en cap d'Estat Major de la Divisió d'Enginys Blindats. Algunes fonts assenyalen que posteriorment va estar destinat com a docent a l'Escola Popular d'Estat Major.

## Obres
- Estudio geográfico-militar de los Pirineos aragoneses. Madrid: Velasco, 1905, pp. 33, en 4.º (CGLEH).